# Service Pack

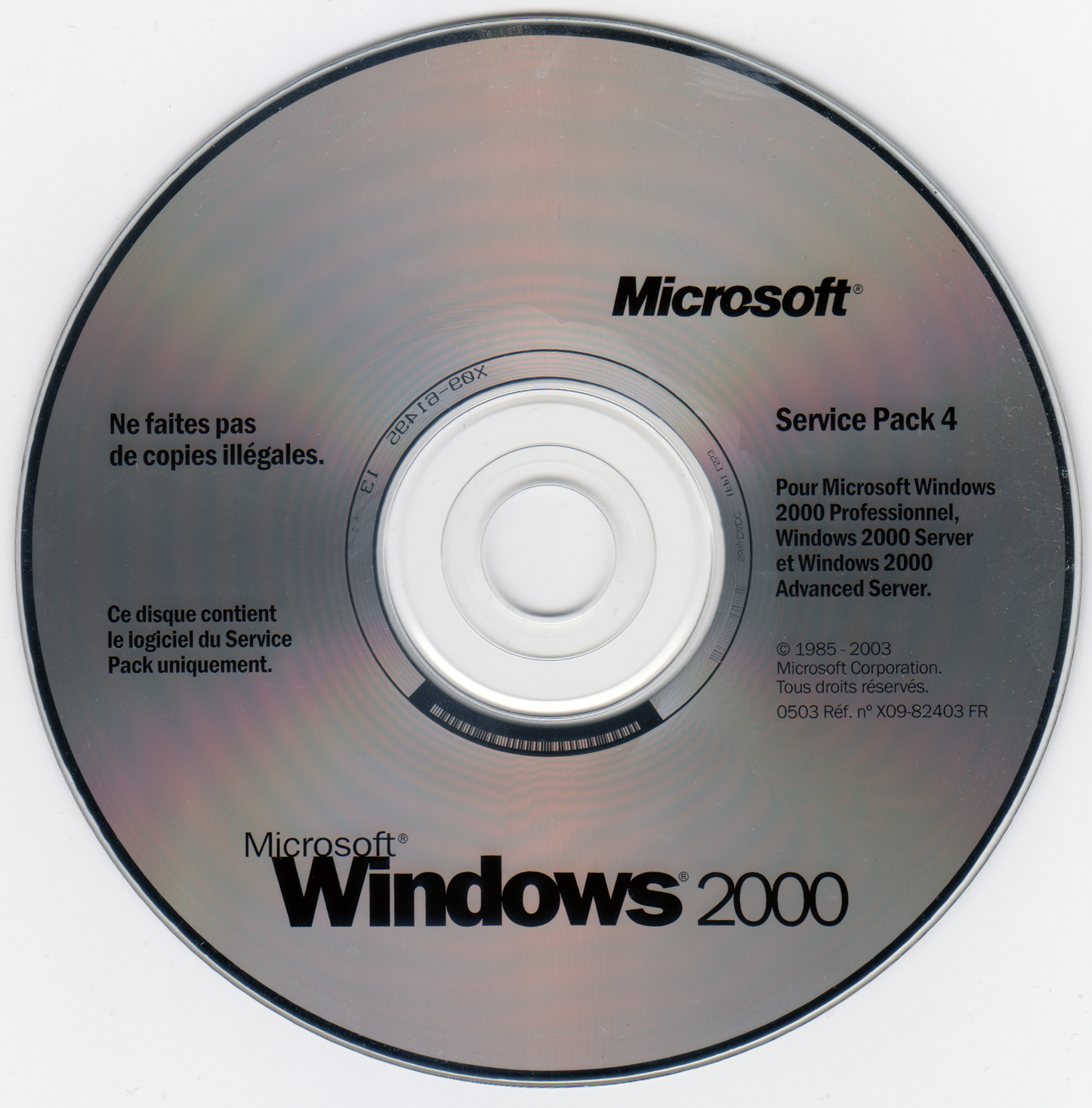
Płyta zawierająca Service Pack 4 dla systemu Windows 2000

Service Pack (w skrócie SP) – dostarczony przez producenta pakiet zawierający nowe funkcje lub zbiorczą aktualizację bezpieczeństwa dla oprogramowania, udostępniony najczęściej w postaci pojedynczego, łatwego do zainstalowania pliku. Pojęcie Service Pack jest używane przede wszystkim w odniesieniu do produktów firm Microsoft i Autodesk. Kolejne pakiety Service Pack (jak również same aplikacje zaktualizowane za ich pomocą) są oznaczane pełną nazwą lub skrótem SP i kolejnymi cyframi, np. „Microsoft Windows XP Service Pack 2”, „Autodesk AutoCAD 2007”.

## Najnowsze pakietyService Packfirmy Microsoft

### Systemy operacyjne

#### Service Pack3 dlaWindows XP
Microsoft Windows XP Service Pack 3 został wydany dnia 6 maja 2008 roku. Najważniejsze zmiany to nowy Microsoft Management Console w wersji 3.0, nowy sposób aktywacji systemu, nowe sterowniki oraz zwiększenie wydajności systemu. Service Pack 3 był ostatnim zbiorem poprawek dla tego systemu.

#### Service Pack2 dlaWindows Server 2003
Dodatek Service Pack 2 dla systemu Windows 2003 wydany został 14 marca 2007.
Service Pack 2 dla Windows Server 2003 to przede wszystkim większa wygoda w zarządzaniu serwerem oraz wbudowane wcześniej opublikowane aktualizacje i poprawki. Między innymi ulepszono wydajność sieci poprzez Scalable Networking Pack, zarządzanie protokołem IPsec, narzędzia Domain Controller Diagnostics (DCDIAG) i MS Configuration (MSCONFIG). Wprowadzono możliwość zarządzania protokołem WPA2 dla sieci bezprzewodowych. SP2 zawiera także konsolę MMC3.0. (Analogicznie jak w Service Pack 3 do Windows XP).

#### Service Pack4 dlaWindows 2000
Service Pack 4 dla Microsoft Windows 2000 został wydany 29 czerwca 2005 r. Jest to ostatni Service Pack dla tego systemu, ponieważ zakończono już podstawowy okres wsparcia technicznego. Do Service Pack 4 dostępne jest uaktualnienie Update Rollup 1.
Wymagania systemowe: 
- Obsługiwane systemy operacyjne: Windows NT.
- 80 MB wolnego miejsca na dysku zarówno dla platformy x86, jak i pozostałych wspieranych. (W przypadku chęci utworzenia katalogu pomocnego przy deinstalacji, wymagana ilość wolnego miejsca na dysku ulegnie zwiększeniu do 170 MB).
- Nie jest wymagany żaden pakiet Service Pack.
- Zainstalowany system Windows 2000.

#### Service Pack2 dlaWindows Vista
Ostateczna wersja Service Pack 2 dla systemu Windows Vista została wydana 25 maja 2009. Wersja w języku polskim ukazała się 30 czerwca 2009. Wydając Service Pack 2, Microsoft zastosował podejście, w którym poprawki dostępne są najpierw dla subskrybentów serwisu TechNet, a kilka dni później - dla wszystkich pozostałych.

#### Service Pack1 dlaWindows 7
Service Pack 1 dla Windows 7 poprawia zabezpieczenia systemu, dodaje nowe funkcje i poprawia wydajność systemu. Ci, którzy go nie mają, nie będą otrzymywać aktualizacji, jak i poprawek.
Service Pack 1 dla Windows 7 został wydany 22 lutego 2011 r. Jest to jedyny Service Pack dla tego systemu.